# Acanthomyops occidentalis
Acanthomyops occidentalis é uma espécie de inseto do gênero Acanthomyops, pertencente à família Formicidae.